# Etyr Wielkie Tyrnowo
Etyr Weliko Tyrnowo – bułgarski klub piłkarski z siedzibą w Wielkim Tyrnowie.

## Historia
Klub piłkarski Etyr Wielkie Tyrnowo został założony w miejscowości Wielkie Tyrnowo w 1924 roku. W I lidze zespół zadebiutował w sezonie 1969-1970 i występował w niej do 1975 roku, ale poza czwartym miejscem w rozgrywkach 1973-1974, gwarantującym udział w Pucharze UEFA, niczym się nie wyróżnił.
Kolejna przygoda z ekstraklasą zakończyła się jeszcze szybciej, bo już po roku. W sezonie 1979-1980 jako beniaminek ligi Etyr zajął w niej ostatnie miejsce.
Zespół powrócił na pierwszoligowe boiska w 1981 roku i grał na nich do 1998 roku. Na koniec lat 80. i początek 90. przypadł czas największych sukcesów zespołu. Po kilku latach walki o utrzymanie, w 1989 roku Etar awansował do bułgarskiej czołówki kończąc sezon na 3. miejscu. Wynik ten powtórzył w kolejnym roku. W tamtej drużynie debiutowali przyszli reprezentanci Bułgarii Krasimir Bałykow, Trifon Iwanow, Canko Cwetanow i obecny prezes Ilian Kiriakow. W rozgrywkach 1990-1991 zespół prowadzony przez Georgi Wasilewa zdobył pierwsze w historii klubu mistrzostwo kraju.
Po tym zwycięstwie z Etyru odeszli najlepsi piłkarze oraz Wasilew, który przyjął korzystniejszą finansowo ofertę Lewskiego Sofia. Klub w kolejnych sezonach grał coraz słabiej zajmując kolejno (od rozgrywek 1991-1992) 5., 6., 6., 9., 12., 13. lokatę, aż w końcu w 1998 roku pożegnał się z ekstraklasą.
W 2003 klub został rozwiązany z powodów finansowych.

## Sukcesy
- Mistrzostwo Bułgarii: 1991
- III miejsce w ekstraklasie: w sezonach 1988-1989 i 1989-1990

## Stadion
Stadion "Iwajłowo" w Wielkie Tyrnowo może pomieścić 18 tysięcy widzów.

## Zawodnicy
W sezonie 2012/2013 w klubie występowali Polacy: Mateusz Bąk, Sławomir Cienciała, Krzysztof Hrymowicz, Michał Protasewicz.

## Europejskie puchary
Legenda do wszystkich tabel:
- Q – runda eliminacyjna, 1/16, 1/8, 1/4, 1/2 – odpowiednia faza rozgrywek, Grupa – runda grupowa, 1r gr – pierwsza runda grupowa, 2r gr – druga runda grupowa, F – finał, R – runda, PO – play-off
- k. – rzuty karne, los. – losowanie, Dogr. – dogrywka, w. – zasada bramek strzelonych na wyjeździe

| Sezon   | Rozgrywki        | Runda   | Klub                  | Dom | Wyjazd | Ogólnie    |
| ------- | ---------------- | ------- | --------------------- | --- | ------ | ---------- |
| 1974/75 | Puchar UEFA      | 1R      | Inter Mediolan        | 0–0 | 0–3    | 0–3        |
| 1991/92 | Puchar Europy    | 1R      | 1. FC Kaiserslautern  | 1–1 | 0–2    | 1–3        |
| 1995    | Puchar Intertoto | Grupa 9 | Ceahlăul Piatra Neamț |     | 0–2    | 5. miejsce |
| 1995    | Puchar Intertoto | Grupa 9 | FC Groningen          |     | 0–3    | 5. miejsce |
| 1995    | Puchar Intertoto | Grupa 9 | KSK Beveren           | 1–2 |        | 5. miejsce |
| 1995    | Puchar Intertoto | Grupa 9 | Zbrojovka Brno        | 3–2 |        | 5. miejsce |